# Субрегіони Океанії (ООН)
Геосхема ООН — система, за якою країни світу утворюють макрогеографічні регіональні та субрегіональні групи. Цю систему розробив Статистичний відділ ООН ґрунтуючись на системі кодування UN M.49.

## Австралія і Нова Зеландія
- Австралія
- Нова Зеландія
- Острів Норфолк

## Меланезія
- Вануату
- Нова Каледонія
- Папуа Нова Гвінея
- Соломонові Острови
- Фіджі

## Мікронезія
- Гуам
- Кірибаті
- Маршаллові Острови
- Мікронезія (Федеративні Штати)
- Науру
- Північні Маріанські острови
- Палау

## Полінезія
- Американське Самоа
- Волліс і Футуна
- Ніуе
- Острови Кука
- Піткерн
- Самоа
- Токелау
- Тонга
- Тувалу
- Французька Полінезія